# Горнітос (Каліфорнія)
Горнітос (англ. Hornitos) — переписна місцевість (CDP) в США, в окрузі Маріпоса штату Каліфорнія. Населення — 38 осіб (2020).

## Географія
Горнітос розташований за координатами 37°30′12″ пн. ш. 120°14′31″ зх. д. / 37.50333° пн. ш. 120.24194° зх. д. (37.503387, -120.241968).  За даними Бюро перепису населення США в 2010 році переписна місцевість мала площу 3,02 км², уся площа — суходіл.

## Демографія
Згідно з переписом 2010 року, у переписній місцевості мешкало 75 осіб у 34 домогосподарствах у складі 19 родин. Густота населення становила 25 осіб/км².  Було 43 помешкання (14/км²).
Расовий склад населення:
| - 88,0 % — білих - 2,7 % — корінних американців - 1,3 % — азіатів |

До двох чи більше рас належало 8,0 %. Частка іспаномовних становила 6,7 % від усіх жителів.
За віковим діапазоном населення розподілялося таким чином: 18,7 % — особи молодші 18 років, 52,0 % — особи у віці 18—64 років, 29,3 % — особи у віці 65 років та старші. Медіана віку мешканця становила 52,3 року. На 100 осіб жіночої статі у переписній місцевості припадало 97,4 чоловіків;  на 100 жінок у віці від 18 років та старших — 110,3 чоловіків також старших 18 років.
Цивільне працевлаштоване населення становило 28 осіб. Основні галузі зайнятості: публічна адміністрація — 53,6 %, науковці, спеціалісти, менеджери — 46,4 %.